# Opius clidogastrae
Opius clidogastrae är en stekelart som beskrevs av Fischer 1964. Opius clidogastrae ingår i släktet Opius och familjen bracksteklar. Inga underarter finns listade i Catalogue of Life.